# Paraná (Rio Grande do Norte)
Paraná é um município brasileiro no interior do estado do Rio Grande do Norte, Região Nordeste do país. Situa-se na região do Alto Oeste Potiguar, localizando-se a uma distância de 427 quilômetros a oeste da capital do estado, Natal.
As terras do atual município pertenceram inicialmente ao posseiro cearense Antônio Fernandes, de Icó, e foram compradas em 1888 pelo paraibano Francisco Soares de Andrade, vindo de Lastro e que, em 8 de março de 1913, fundou um núcleo populacional às margens de uma lagoa, que logo recebeu a denominação Lagoa da Serra.
Algum tempo depois, o senhor Nestor Pamplona, proprietário da primeira casa de taipa construída no povoado, sugeriu que a localidade fosse denominada de Paraná, em referência a Vicente Paraná, que veio de Santa Gertrudes, distrito do município de Patos, na Paraíba, e logo se tornou morador ilustre do povoado, pois os habitantes do local, ao visitarem sua residência, diziam que iam para Paraná.
Em 10 de maio de 1962, o povoado foi elevado à categoria de distrito, anexado ao município de Luís Gomes. Quase um ano depois, em 26 de março de 1963, o distrito ganhou emancipação política, passando à condição de município com o nome de Paraná. A instalação oficial ocorreu em 31 de janeiro de 1965.

## Geografia
De acordo com a divisão territorial do Instituto Brasileiro de Geografia e Estatística (IBGE) vigente desde 2017, que agrupa os municípios em regiões geográficas, Paraná pertence à região imediata de Pau dos Ferros, dentro da região intermediária de Mossoró; até então, com a divisão mesorregiões e microrregiões, fazia parte da microrregião de Pau dos Ferros, que por sua vez estava incluída na mesorregião do Oeste Potiguar.  Distante 426 km da capital do estado, Natal, Paraná ocupa uma área de 81,39 km² (0,1541% do território potiguar) e tem como limites José da Penha e Major Sales a norte, Santa Cruz e Vieirópolis (ambos na Paraíba) a sul, Tenente Ananias a leste, Uiraúna (Paraíba) e novamente Major Sales a oeste.

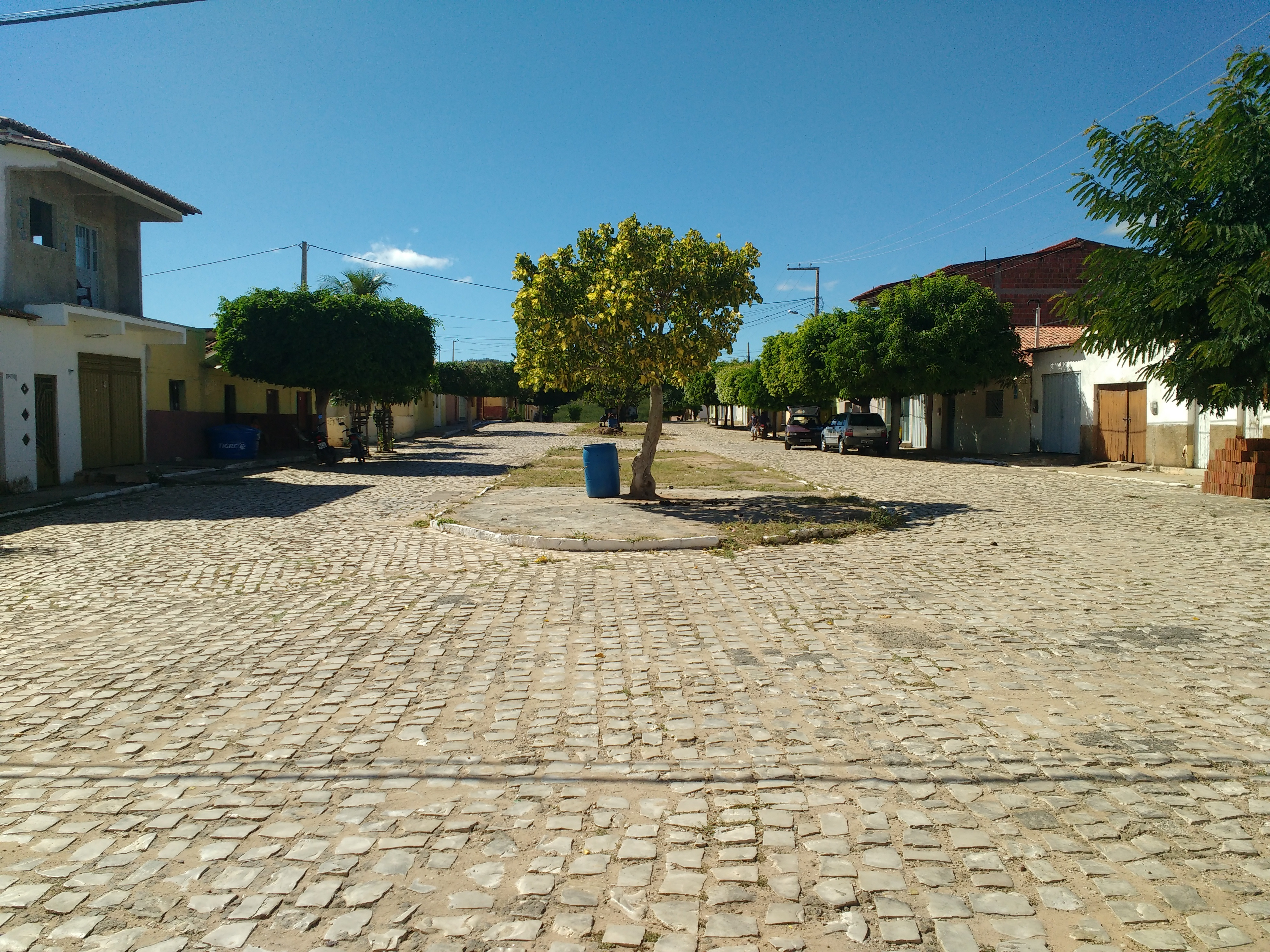
Rua Benjamin Constant, na divisa de Paraná (Rio Grande do Norte, à direita) e Uiraúna (Paraíba, à esquerda)

O relevo do município está inserido pela Depressão Sertaneja e sua geologia é marcada pela presença de rochas do Complexo Gnaíssico-Migmatítico e do embasamento cristalino, provenientes da idade Pré-Cambriana média, com idade entre um bilhão e 2,5 bilhões de anos. O solo predominante, que cobre quase todo o território, é o bruno não cálcico ou luvissolo, relativamente fértil e bem drenado, com textura média, constituída de areia e argila, porém raso e pedregoso. A sudeste existe uma pequena área de solo litólico ou neossolo.
Sendo pouco desenvolvidos, esses solos são cobertos pela caatinga, uma vegetação xerófila cujas folhas desaparecem na estação seca, com espécies de pequeno porte, como o facheiro (Pilosocereus pachycladus), o faveleiro (Cnidoscolus quercifolius), a jurema-preta (Mimosa hostilis), o marmeleiro (Cydonia oblonga), o mufumbo (Combretum leprosum) e o xique-xique (Pilosocereus polygonus). Paraná se encontra inserido nos domínios da bacia hidrográfica do Rio Apodi-Mossoró, passando pelo seu território os riachos da Aroeira e Caiçara. Os principais açudes são Pitombeira e das Antas, com capacidade para 4 000 000 m³ e 2 334 180 m³, respectivamente.
O clima, por sua vez, é semiárido, com chuvas concentradas nos meses do primeiro semestre. Desde maio de 2004, quando teve início o monitoramento pluviométrico na cidade, o maior acumulado de chuva em 24 horas alcançou 140 mm em 30 de março de 2024, de acordo com dados da Empresa de Pesquisa Agropecuária do Rio Grande do Norte (EMPARN). Os mês mais chuvoso da série histórica foi abril de 2009, com 467,8 mm, seguido por março de 2008 (456,5 mm) e janeiro de 2011 (414,4 mm).
| Dados climatológicos para Paraná (2004-2020) | Dados climatológicos para Paraná (2004-2020) | Dados climatológicos para Paraná (2004-2020) | Dados climatológicos para Paraná (2004-2020) | Dados climatológicos para Paraná (2004-2020) | Dados climatológicos para Paraná (2004-2020) | Dados climatológicos para Paraná (2004-2020) | Dados climatológicos para Paraná (2004-2020) | Dados climatológicos para Paraná (2004-2020) | Dados climatológicos para Paraná (2004-2020) | Dados climatológicos para Paraná (2004-2020) | Dados climatológicos para Paraná (2004-2020) | Dados climatológicos para Paraná (2004-2020) | Dados climatológicos para Paraná (2004-2020) |
| Mês                                          | Jan                                          | Fev                                          | Mar                                          | Abr                                          | Mai                                          | Jun                                          | Jul                                          | Ago                                          | Set                                          | Out                                          | Nov                                          | Dez                                          | Ano                                          |
| -------------------------------------------- | -------------------------------------------- | -------------------------------------------- | -------------------------------------------- | -------------------------------------------- | -------------------------------------------- | -------------------------------------------- | -------------------------------------------- | -------------------------------------------- | -------------------------------------------- | -------------------------------------------- | -------------------------------------------- | -------------------------------------------- | -------------------------------------------- |
| Precipitação (mm)                            | 89,8                                         | 105,1                                        | 206                                          | 179,6                                        | 76,4                                         | 35,3                                         | 17,3                                         | 11,1                                         | 0,8                                          | 12,6                                         | 3,7                                          | 22,7                                         | 760,4                                        |

## Demografia
Entre os censos de 2010 e 2022, a população de Paraná decresceu -0,46%, de 3 952 habitantes em 2010 para 3 934 em 2022, sendo o 134° em população a nível estadual, o 1 663° a nível regional e o 4 701° a nível nacional. A densidade demográfica, em 2022, era de 48,34 hab./km² e a razão de sexo de 110,34, com 52,47% dos habitantes do sexo masculino e 47,53% do sexo feminino. Ao mesmo tempo, 60,98% dos habitantes viviam na zona urbana e 39,32% na zona rural.

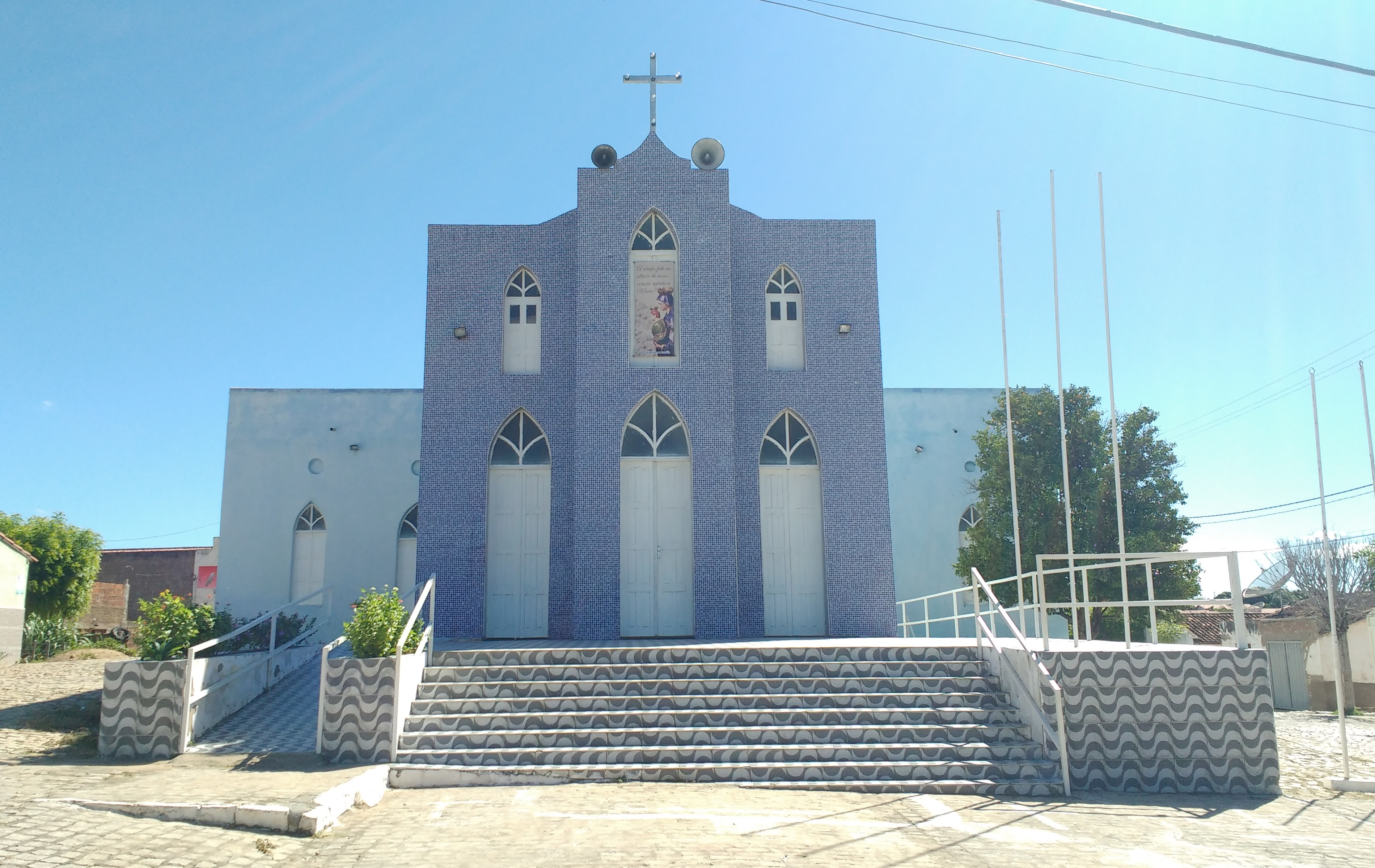
Capela de Nossa Senhora do Perpétuo Socorro, padroeira municipal

No quesito cor ou raça, 48,71% da população era branca, 47,71% parda, 4,09% preta e 0,03% indígena. Ainda segundo o mesmo censo, 88,84% dos habitantes acima dos dez anos se declararam católicos, 8,75% evangélicos e 0,06% espíritas, além de outros 1,71% sem religião. Outras denominações, 0,64%.
O Índice de Desenvolvimento Humano (IDH-M) do município é considerado baixo, de acordo com dados do Programa das Nações Unidas para o Desenvolvimento (PNUD). Segundo dados do relatório de 2010, divulgados em 2013, seu valor era de 0,589, sendo o 118° maior do Rio Grande do Norte (em 167 municípios) e o 3 393 ° do Brasil (em 5 565 municípios). Considerando-se apenas o índice de longevidade, seu valor é de 0,776, o valor do índice de renda é de 0,532 e o de educação de 0,496.
De 2000 a 2010, a proporção de pessoas com renda domiciliar per capita de até R$ 140 caiu de 75,5% para 45,3%, apresentando uma redução de 40%. Em 2010, 54,7% da população vivia acima da linha de pobreza, 28,7% abaixo da linha de indigência e 16,6% entre as linhas de indigência e de pobreza. No mesmo ano, o índice de Gini era de 0,49 e os 20% mais ricos eram responsáveis por 51,8% do rendimento total municipal, valor mais de 21 vezes superior à dos 20% mais pobres, que era de apenas 2,4%.

## Política

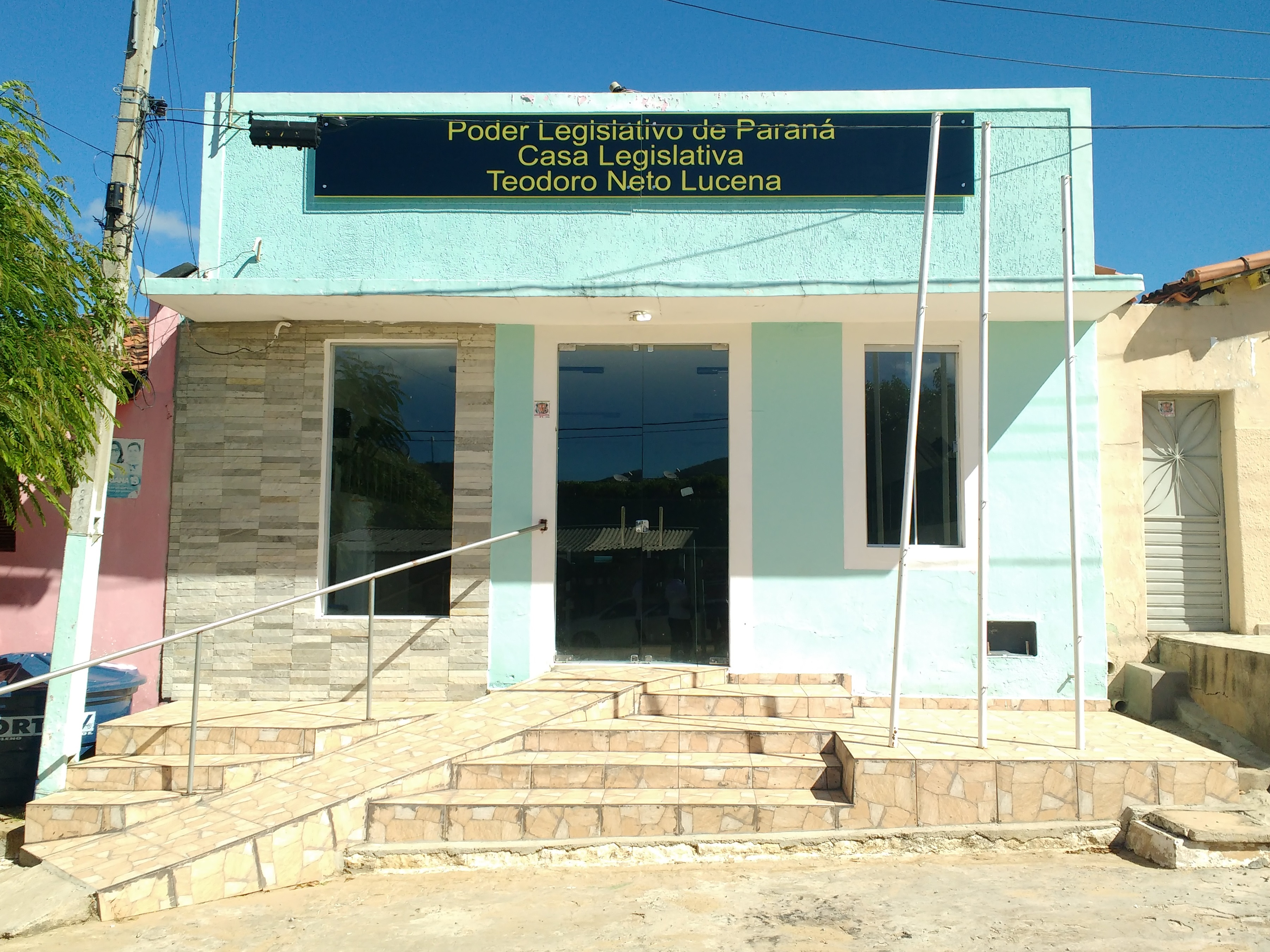
Casa Legislativa Teodoro Neto Lucena, onde funciona a câmara de vereadores

De acordo com lei orgânica de Paraná, promulgada em 13 de novembro de 1990, compõem a administração municipal os poderes executivo e legislativo, cujos representantes são eleitos para mandatos de quatro anos, por meio do voto direto. O prefeito representa o poder executivo e é auxiliado pelo seu gabinete de secretários. A câmara municipal, com nove vereadores, exerce o poder legislativo e possui, dentre suas atribuições, a função de elaborar e votar leis fundamentais à administração e ao executivo, especialmente o orçamento municipal.
Existem também alguns conselhos municipais em atividade: alimentação escolar, assistência social, desenvolvimento rural, direito da criança e do adolescente, educação, FUNDEB e saúde. Paraná é termo judiciário da comarca de Luís Gomes, de entrância inicial, e pertence à 42ª zona eleitoral do Rio Grande do Norte, possuindo 3 452 eleitores em dezembro de 2021, segundo o Tribunal Superior Eleitoral (TSE), o que representa 0,147% do eleitorado potiguar.

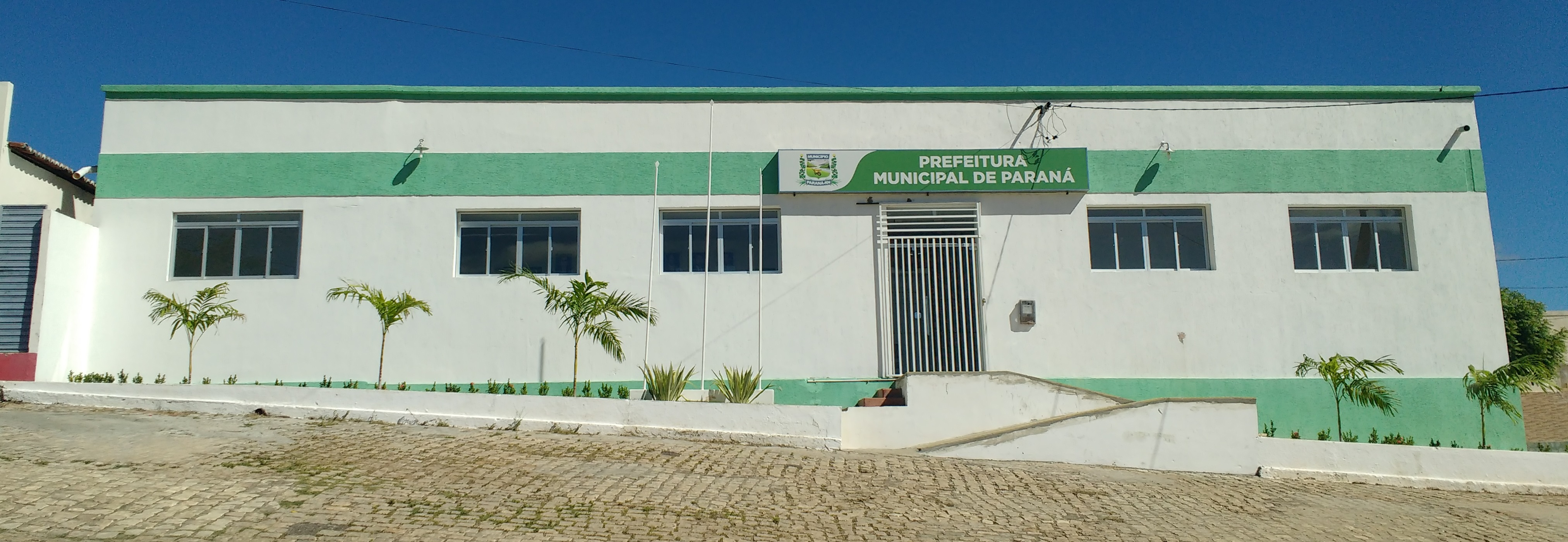
Prefeitura de Paraná

## Economia
Em 2012, o Produto Interno Bruto (PIB) do município de Paraná era de R$ 21 277 mil, dos quais 16 752 mil do setor terciário, R$ 1 862 mil do setor secundário, R$ 1 373 mil do setor primário e R$ 1 290 mil de impostos sobre produtos líquidos de subsídios a preços correntes. O PIB per capita era de R$ 5 317,87.
Segundo o IBGE, em 2013 o município possuía um rebanho de 9 840 galináceos (frangos, galinhas, galos e pintinhos), 2 654 bovinos, 1 210 ovinos, 760 suínos, 679 caprinos e 47 equinos. Na lavoura temporária de 2013 foram produzidos batata-doce (16 t), milho (12 t) e feijão (4 t), e na lavoura permanente coco-da-baía (oito mil frutos), banana (36 t) e castanha de caju (1 t). Ainda no mesmo ano o município também produziu 469 mil litros de leite de litros de 809 vacas ordenhadas; dez mil dúzias de ovos de galinha e 698 quilos de mel de abelha. Conforme a estatística do cadastro de empresas, Paraná possuía 22 unidades (empresas) locais, todas atuantes. Salários juntamente com outras remunerações somavam 3 604 mil reais e o salário médio mensal de todo o município era de dois salários mínimos.
Em 2010, considerando-se a população municipal com idade igual ou superior a dezoito anos, 47,4% eram economicamente inativas, 43,9% ativas e 8,7% ativas desocupadas. Ainda no mesmo ano, levando-se em conta a população ativa ocupada na mesma faixa etária, 54,01% trabalhavam na agropecuária, 29,24% no setor de serviços, 9,71% no comércio, 3,29% na construção civil, 2,32% em indústrias de transformação e 1,15% na utilidade pública.

## Infraestrutura
O serviço de abastecimento de água do município é feito pela Companhia de Águas e Esgotos do Rio Grande do Norte (CAERN) e a empresa responsável pelo fornecimento de energia elétrica é a Companhia Energética do Rio Grande do Norte (COSERN). A voltagem da rede é de 220 volts. O código de área (DDD) de Paraná é 084 e o Código de Endereçamento Postal (CEP) é 59950-000. Em 2010 o município possuía 92,13% dos seus domicílios com água canalizada, 99,02% com eletricidade e 57,13% com coleta de lixo. Ao mesmo tempo, 61,46% tinham somente telefone celular, 4,94% possuíam celular e fixo e 4,11% apenas telefone fixo.
A frota municipal em 2014 era de 402 motocicletas, 215 automóveiss, 81 caminhonetes, 24 motoneta, dezesseis caminhões, onze micro-ônibus, quatro ônibus e uma camioneta, além de três em outras categorias, totalizando 787 veículos. No transporte rodoviário, Paraná é atravessado apenas pela rodovia estadual RN-117, que começa em Mossoró e atravessa vários municípios da região oeste do estado, ligando Paraná a municípios vizinhos e outras localidades.

### Saúde

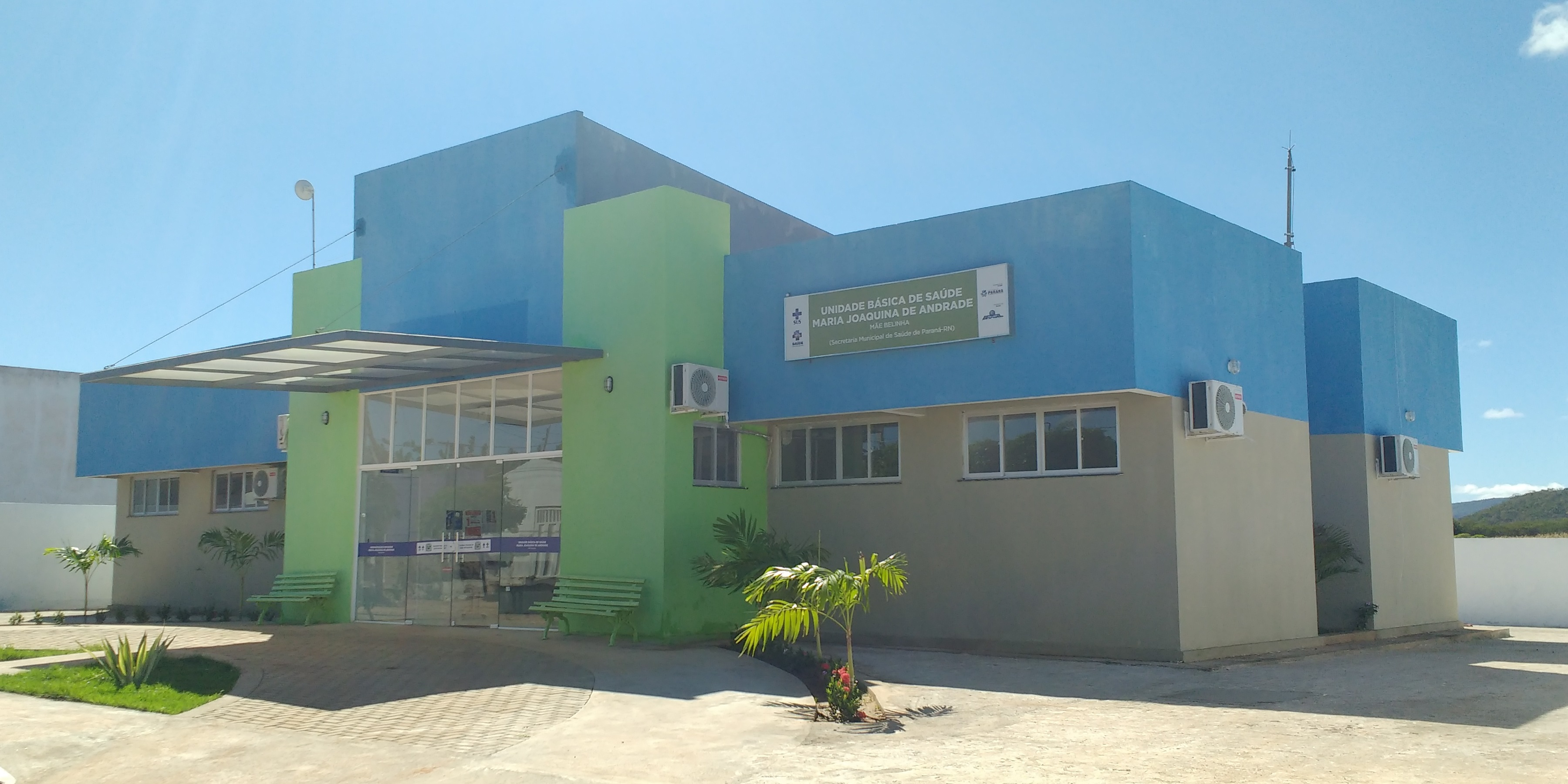
Unidade Básica de Saúde Maria Joaquina de Andrade (Mãe Belinha)

A rede de saúde de Paraná dispunha, em 2009, de três estabelecimentos, todos públicos, municipais e prestando atendimento ao Sistema Único de Saúde (SUS), com um total de oito leitos para internação, entre os quais a Unidade de Saúde Mista Mãe Joaquina, que possui serviços de atendimento ambulatorial, internação, SADT (Serviço Auxiliar de Diagnóstico e Terapia), urgência e vigilância em saúde, além de leitos nas especialidades de cirurgia geral, clínica geral, obstetrícia e pediatria clínicas. Em 2010, a expectativa de vida ao nascer era de 71,56 anos, com índice de longevidade de 0,776, taxa de mortalidade infantil até um ano de idade de 22,2 por mil nascidos vivos e taxa de fecundidade de 2,4 filhos por mulher.
Em abril do mesmo ano, a rede profissional de saúde era constituída por dezoito auxiliares de enfermagem, nove médicos (dois médicos de família, dois clínicos gerais, dois cirurgiões gerais, um radiologista, um pediatra e gineco-obstetra), três cirurgiões-dentistas e dois enfermeiros, dois farmacêuticos, totalizando 34 profissionais. Segundo dados do Ministério da Saúde, de 2001 a 2012, foram notificados 190 casos de dengue e, de 1990 a 2012, três casos de AIDS foram registrados. Em 2014, 99,7% das crianças menores de um ano de idade estavam com a carteira de vacinação em dia e, dentre as crianças menores de dois anos pesadas pelo Programa Saúde da Família (PSF), 1% estava desnutrida. O município pertence à VI Unidade Regional de Saúde Pública do Rio Grande do Norte (URSAP-RN), sediada em Pau dos Ferros.

### Educação
| 2005 | -   | 2,7 |
| 2007 | 2,7 | 3,1 |
| 2011 | -   | 3,3 |

O fator "educação" do IDH no município atingiu em 2010 a marca de 0,496, ao passo que a taxa de alfabetização da população acima dos dez anos indicada pelo último censo demográfico do mesmo ano foi de 68,2% (77% para as mulheres e 59,9% para os homens). A taxa de conclusão dos ensinos fundamental (15 a 17 anos) e médio (18 a 24 anos) era de 45,8% e 36,5%, respectivamente.
Ainda em 2010 Marcelino Vieira possuía uma expectativa de 9,27 anos de estudo, valor abaixo da média estadual (9,54 anos). O percentual de crianças de cinco a seis anos na escola era de 95,38% e de onze a treze anos cursando o fundamental de 82,37%. Entre os jovens, a proporção na faixa de quinze a dezessete anos com fundamental completo era de 45,99% e de 18 a 20 anos com ensino médio completo de 37,73%. Considerando-se apenas a população com idade maior ou igual a 25 anos, 40,23% não sabiam ler ou escrever, 21,31% haviam concluído o fundamental, 13,74% tinham ensino médio completo e 2,19% ensino superior completo.
Em 2012 Paraná possuía uma rede de dez escolas de ensino fundamental (com 43 docentes), nove do pré-escolar (oito docentes) e uma de ensino médio (sete docentes). A distorção idade-série entre alunos do ensino fundamental, ou seja, com idade superior à recomendada, era de 27,1% para os anos iniciais e 45,2% nos anos finais, sendo essa defasagem no ensino médio de 36,4% (2015).

## Cultura
A Secretaria Municipal de Educação e Cultura é o órgão da prefeitura responsável pela educação e pela área cultural e esportiva do município de Paraná, cabendo a ela a organização de atividades e projetos culturais, além do setor educacional.

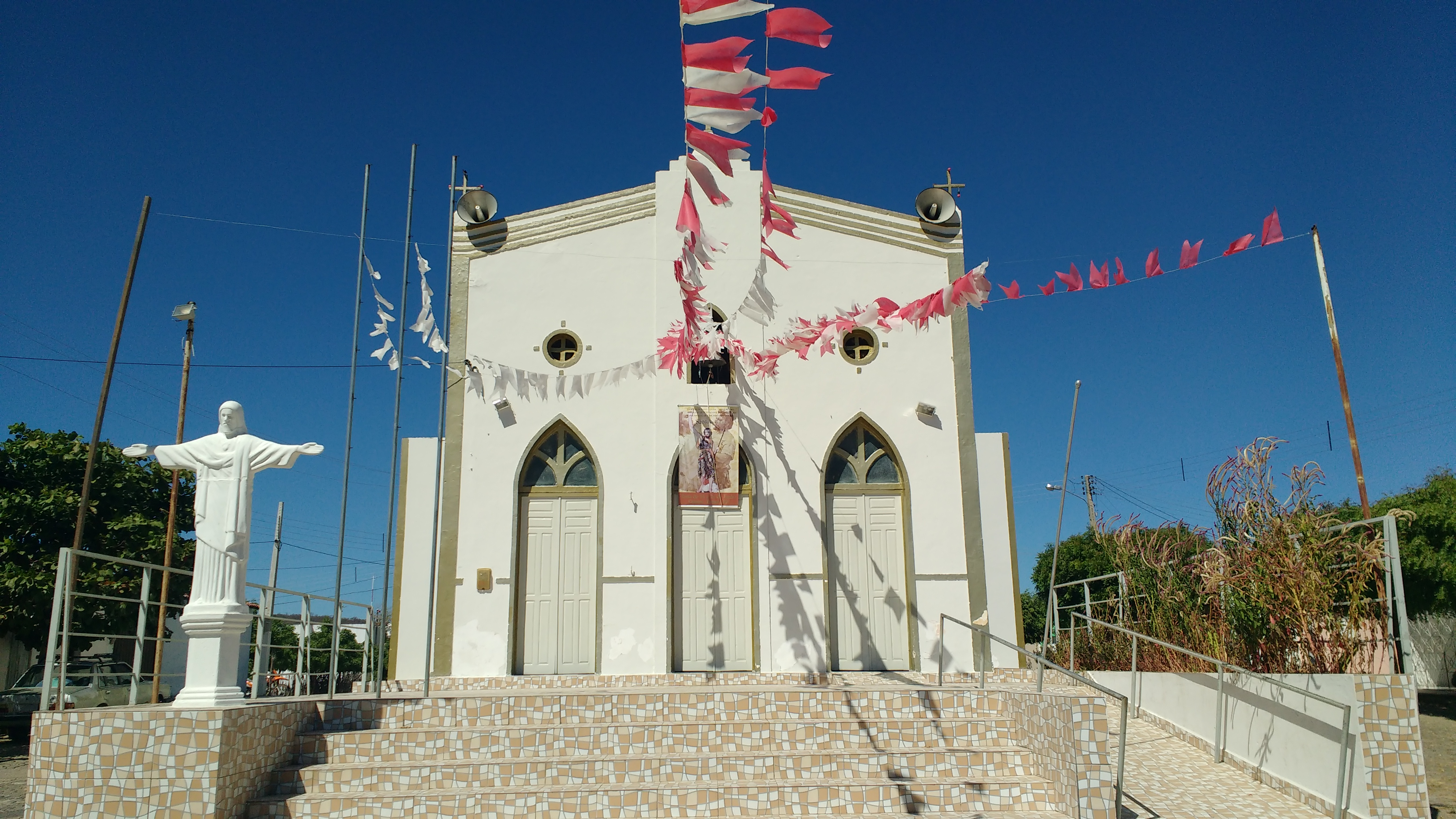
Capela de São João Batista, na Vila Caiçara, enfeitada durante o mês de junho, quando ocorrem os festejos alusivos ao padroeiro e as festas juninas.

Entre as principais festividades realizadas em Paraná estão a festa de emancipação política, no dia 26 de março, cuja programação inclui a alvorada festiva, o desfile cívico, o hasteamento das bandeiras na sede da prefeitura, a cavalgada da paz e outros eventos e a festa da padroeira Nossa Senhora do Perpétuo Socorro, no mês de setembro, que se inicia com a missa de abertura e o hasteamento das bandeiras e prossegue com noites de novena, encerrando-se com a procissão com a imagem do padroeiro pelas ruas da cidade e a missa de encerramento. Também se destacam as festas de Nossa Senhora de Fátima, realizada no povoado de Monte Alegre, no mês de maio e São João Batista, padroeiro da Vila Caiçara, de 14 a 24 de junho.
Os principais atrativos turísticos do município são o Açude Público de Antas (no Sítio Pitombeira) e as capelas de São João Batista (Vila Caiçara) e Nossa Senhora do Perpétuo Socorro. O artesanato é outra das formas mais espontâneas da expressão cultural paranaense, tendo como principais atividades o bordado, as fibras vegetais e a tapeçaria. O município também uma biblioteca pública (Biblioteca Pública Municipal Guido Rodrigues), criada pela lei municipal 380/2015, além de grupos de carnaval, coral, dança e manifestação tradicional popular.